# Schefflera balansaeana
Schefflera balansaeana är en araliaväxtart som beskrevs av Henri Ernest Baillon. Schefflera balansaeana ingår i släktet Schefflera och familjen araliaväxter.
Artens utbredningsområde är Nya Kaledonien. Inga underarter finns listade.